# Tratado de Dárdanos
Tratado de Dárdanos ou Paz de Dárdanos (85 a.C.) foi um tratado entre a República Romana e o Reino do Ponto firmado por Lúcio Cornélio Sula e o rei Mitrídates VI Eupátor ao final da Primeira Guerra Mitridática.

## Contexto
Depois das derrotas de Mitrídates pelas mãos de Sula na Batalha de Queroneia e na Batalha de Orcômeno e da derrota da frota pôntica na Batalha de Tênedos, Sula conseguiu submeter as pólis gregas que estavam em revolta. Porém, as tensões na península Itálica por causa da disputa entre os populares de Caio Mário e Lúcio Cornélio Cina e os optimates, comandados pelo próprio Sula, obrigaram Sula a firmar uma paz rapidamente com Mitrídates. Os termos foram combinados nas ruínas da cidade de Dárdanos.
Ficou combinado que Mitrídates entregaria todos os territórios conquistados na Grécia e também na Bitínia, Frígia, Paflagônia e na Capadócia. Além disto, ele concordou em pagar 2 000 talentos como indenização. Sula também obrigou o pagamento de 20 000 talentos pelas províncias libertadas, o que equivalia ao total exportado por eles por duas décadas. Do ponto de vista territorial, a situação voltou ao status quo ante bellum.